# Monte Zucco
Il Monte Zucco (in bergamasco Ol Söch) è una montagna delle Prealpi Orobiche alta 1.232 m, che si trova nella parte sud del Gruppo del Sornadello. Sorge sulla destra orografica del fiume Brembo in Val Brembana, nel comune di San Pellegrino Terme (provincia di Bergamo).
A nord-est del Monte Zucco, sulla sinistra orografica del fiume Brembo, a cavallo tra la Val Brembana ad ovest e la Valle Serina a est, si trova un secondo Monte Zucco, chiamato più comunemente Monte Gioco (1366 m).

## Geologia

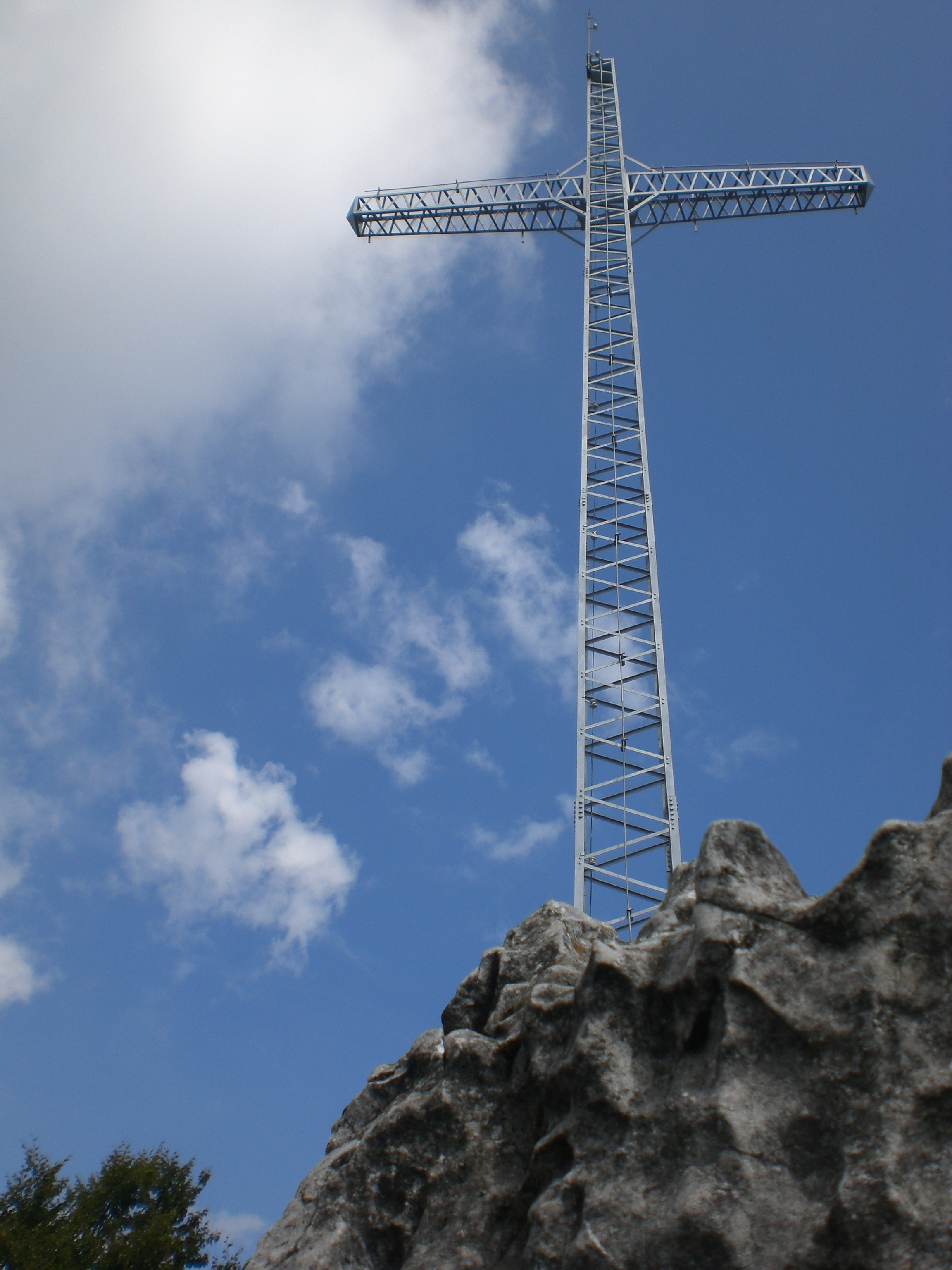
Croce del Monte Zucco

Come la quasi totalità delle Prealpi lungo l'arco alpino, il Monte Zucco è un rilievo montuoso di natura sedimentaria. Predominano le rocce carbonatiche, tra cui calcari e, in minori proporzioni, dolomie.
La conformazione calcarea della media e bassa Val Brembana è testimoniata dalla presenza di numerose grotte carsiche, alcune delle quali sono risultate determinanti in epoca preistorica per l'insediamento umano e per il ricovero degli animali.
Nelle strette vicinanze del Monte Zucco, in località Vetta, vanno segnalate le Grotte del Sogno, che si sviluppano in verticale lungo un percorso di circa 200 m di lunghezza. Scoperte nel 1931 ed aperte al pubblico l'anno seguente, vennero abbandonate all'inizio degli anni ottanta, fino alla riapertura nel luglio 2011.

## Storia
Era usanza che il lunedì di Pasqua gruppi di persone salissero sul Monte Zucco per trascorrere una giornata di festa, raggiungendo un vasto pianoro prativo in prossimità della vetta (località Foppi). In quell'occasione veniva innalzata una croce composta da semplici legni incrociati. Durante il resto dell'anno altri piccoli gruppi di giovani della zona salivano sul monte a sistemare, oppure a sostituire, quella fragile croce che con il primo temporale finiva spesso con il cadere a terra. 
Era usanza che nessuno sostituisse la croce esistente finché quella precedente fosse ancora in piedi, a meno che si decidesse di sostituirla con una più grande. Capitava anche di vedere sulla montagna due croci contemporaneamente, la più grande sulla sommità, la più piccola in basso, portando spesso ad una sorta di competizione tra i gruppi di quartiere. 
Nel 1963, in primavera, un gruppo di giovani decise di installare sul monte una croce più solida, grande e duratura e che, soprattutto, rappresentasse l'intera comunità. Fu questo, si può dire, l'atto di nascita del Gruppo Escursionisti San Pellegrino (G.E.S.P.), ufficializzato poi nel 1964. Un primo tentativo di costruire la croce fallì, non essendosi trovato in luogo il materiale adatto ad una croce stabile. Si decise allora di costruirla in ferro, quella che ancora oggi domina San Pellegrino Terme. L'inaugurazione avvenne nel 1965.

## Vie di ascesa

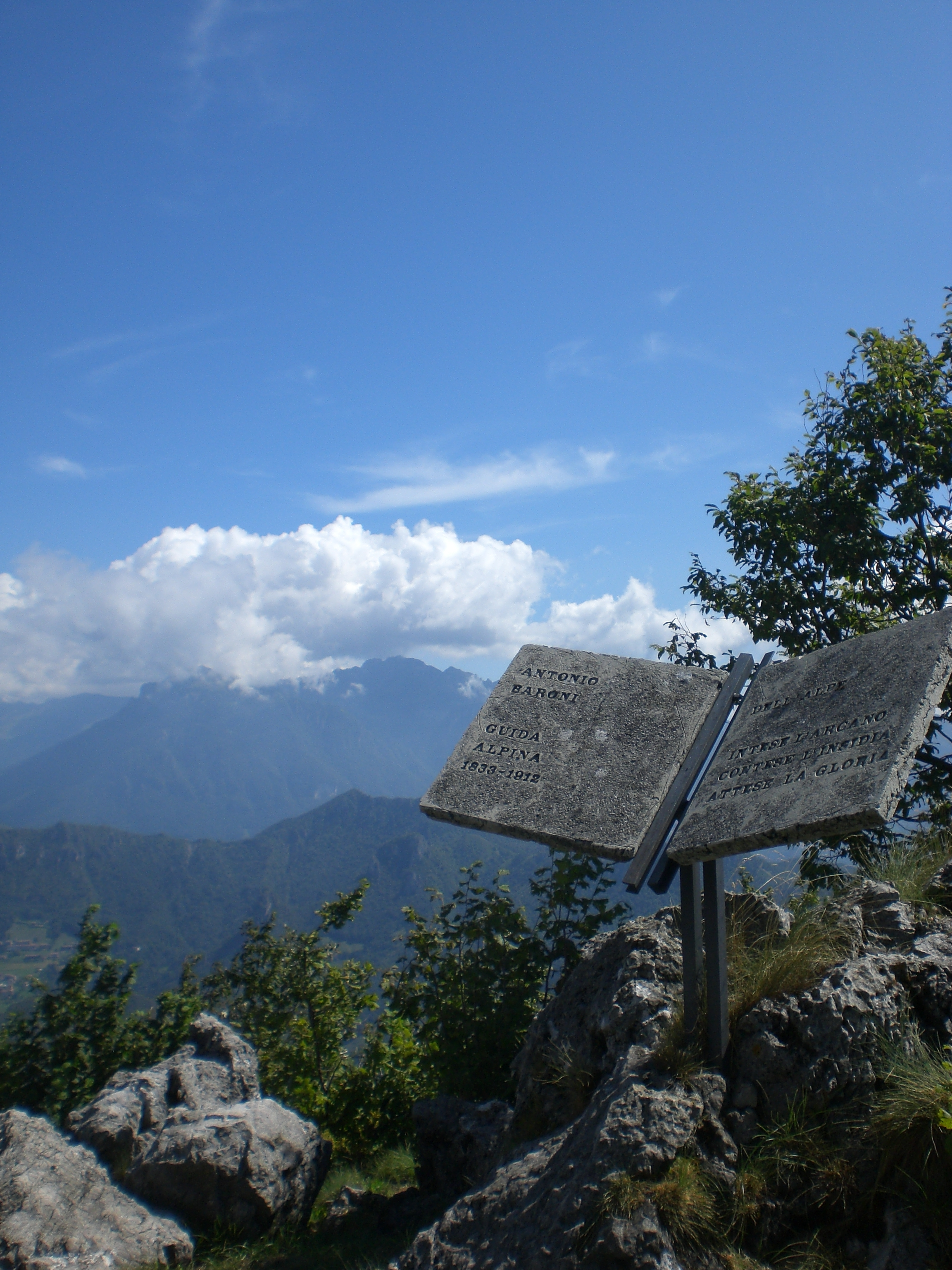
Monumento dedicato ad Antonio Baroni sulla vetta del Monte Zucco

Esistono principalmente tre vie di ascesa per raggiungere la vetta:
- da San Pellegrino Terme (località Foppette, sede del Gruppo Alpini) tramite una via diretta abbastanza impegnativa sulla cresta nord-est, con un tempo di salita di circa 1h 30' e dislivello di 878 m.
- da San Pellegrino Terme (sempre in località Foppette) per mezzo di una via più agevole attraverso la secondaria Valle Merlanga che aggira la cresta nord-est, con un tempo di salita di circa 2h e dislivello di 878 m.
- da Sant'Antonio Abbandonato, nel comune di Brembilla, seguendo la via meno impegnativa tra le tre, con un tempo di salita di circa 1h e dislivello di 245 m.

## Vetta
Sulla cima si trova una croce di ferro alta circa venti metri, realizzata dai soci del G.E.S.P. utilizzando pezzi di traliccio elettrico. Accanto a questa, progettata dall'arch. Alberto Fumagalli, è stata costruita nel 1968, sempre dal G.E.S.P., una cappella in cemento e vetri di Murano a ricordo dei sacerdoti di San Pellegrino Terme, Mons. Lorenzo Dossi e Don Giuseppe Falconi. Troviamo inoltre un monumento a ricordo della guida alpina Antonio Baroni, nativo di Sussia Alta, piccolo e antico borgo di San Pellegrino Terme.
Dalla vetta si possono ammirare alcune delle principali cime della media-alta Val Brembana.

## Cime raggiungibili
Le principali vette che si possono raggiungere dal Monte Zucco sul Gruppo del Sornadello da sud a nord sono:
- Corno Dell'Arco - 1272 m
- Pizzo Cerro - 1285 m
- Castel Regina - 1424 m
- Foldone - 1502 m
- Molinasco (o Ronco) - 1179 m
- Sornadello - 1580 m
- Pizzo Grande del Sornadello - 1571 m

## Rifugi
Nei pressi della vetta, in località Foppi a 1150 m, sorge il rifugio Zucco, gestito dal G.E.S.P.
Iniziato a costruire nel 1980 è stato inaugurato nel 1981.

## Eventi
Ogni anno in una domenica di luglio si celebra la Giornata Alpina, organizzata e gestita dal G.E.S.P., a ricordo dei caduti delle guerre e della montagna. L'evento vede la partecipazione di molti appassionati escursionisti.
Nel contesto della Giornata Alpina viene effettuata la Scalata dello Zucco, gara nazionale di corsa in montagna disputata dal 1976, organizzata sempre dai soci del G.E.S.P.